# 1999 (альбом Прінса)
1999 — п'ятий студійний альбом американського співака та композитора Прінса, випущений 27 жовтня 1982 року на лейблі Warner Bros. Records. Це перший альбом на якому також був присутній гурт Прінса «The Revolution». Після релізу цього альбому розпочалася шалена популярність Прінса. Це був його перший альбом, який посів 9-у сходинку в Billboard 200. Однойменна пісня альбому, яка є протестом проти створення та поширення ядерної зброї, стала першим хітом Прінса за межами США. Пісня «International Lover» стала першою номінацією на Греммі в кар'єрі музиканта. Альбом входить до Списку 500 найкращих альбомів усіх часів за версією журналу Rolling Stone. В 2008 році альбом був внесений до зали слави премії «Греммі».

## Список композицій
Автор музики і слів Прінс. 
| Перша сторона | Перша сторона         | Перша сторона |
| #             | Назва                 | Тривалість    |
| ------------- | --------------------- | ------------- |
| 1.            | «1999»                | 6:15          |
| 2.            | «Little Red Corvette» | 5:03          |
| 3.            | «Delirious»           | 4:00          |

| Друга сторона | Друга сторона                 | Друга сторона |
| #             | Назва                         | Тривалість    |
| ------------- | ----------------------------- | ------------- |
| 4.            | «Let's Pretend We're Married» | 7:21          |
| 5.            | «D.M.S.R.»                    | 8:17          |

| Третя сторона | Третя сторона                               | Третя сторона |
| #             | Назва                                       | Тривалість    |
| ------------- | ------------------------------------------- | ------------- |
| 6.            | «Automatic»                                 | 9:28          |
| 7.            | «Something in the Water (Does Not Compute)» | 4:02          |
| 8.            | «Free»                                      | 5:08          |

| Четверта сторона | Четверта сторона                     | Четверта сторона |
| #                | Назва                                | Тривалість       |
| ---------------- | ------------------------------------ | ---------------- |
| 9.               | «Lady Cab Driver»                    | 8:19             |
| 10.              | «All the Critics Love U in New York» | 5:59             |
| 11.              | «International Lover»                | 6:37             |